# فيورنتينا
رابطة فيورنتينا لكرة القدم (بالإيطالية: ACF Fiorentina) أو كما يعرف رسميًا باسم «جمعية فيورنتينا فلورنسا لكرة القدم» هو نادي كرة قدم إيطالي محترف، تأسس بتاريخ 16 ديسمبر 1899 بمدينة فلورنسا في إقليم توسكانا في إيطاليا، على يد عضو الحزب الوطني الفاشي الإيطالي «لويجي ريدولفي فاي دا فيراتسانو»، في 29 أغسطس من عام 1926،  وأصبح النادي مِلكًا لدييجو و«أندريا ديلا فالي» منذ عام 2002. يعرف الفريق باللون البنفسجي، ولهذا يُشتهر في إيطاليا بلقب «الفيولا» (بالإيطالية: Viola) أي (بالعربية: البنفسجي). ويلعب الفريق حاليًّا في دوري الدرجة الأولى الإيطالي لكرة القدم. وعلي مدار التاريخ، تغير اسم النادي أكثر من مرة، فقد تأسس تحت اسم رابطة كالتشيو فيورنتينا (بالإيطالية: ACF Fiorentina SpA SpA)، ثم تغير الاسم إلى رابطة فلورنتينا لكرة القدم في عام 1926، ثم صار رابطة كرة القدم بفيورنتينا من عام 1927 إلى عام 2002، وأخيراً فيولا فلورينتيا في فترة 2002-2003).
تُّوج َالفريق علي مدار تاريخه ببطولة الدوري الإيطالي مرتين، فكانت الأولى عام 1955-1965 والثانية كانت عام 1968-1969. كما فاز أيضًا بستة كؤوس إيطالية وكأس السوبر الإيطالي. يعد نادي فيورنتينا علي النطاق الدولي أول فريق إيطالي يفوز ببطولة من ضمن مسابقات الاتحاد الأوروبي لكرة القدم وهي بطولة كأس الكؤوس الأوروبية عام 1960-1961، وهو أيضًا واحدً من أصل ثلاثة عشر فريقاً اًوروبياً لعبت في الأدوار النهائية للثلاث بطولات القارية الأساسية  وهي كأس الأبطال (دوري أبطال أوروبا) حاليًا عام 1956-1957 أول فريق إيطالي يصل إلى المباراة النهائية في البطولة الأكبر في القارة كأس الكؤوس عام 1960-1961 وعام 1961-1962 كأس الاتحاد الأوروبي عام 1989-1990،
احتل نادي فيورنتينا المرتبة الرابعة والعشرين في التصنيف العالمي للاتحاد الأوروبي عام 2009-2010 (والمركز السابع والعشرين عام 2010-2011 والمركز الثلاثين عام 2011-2012)،  وعلى العكس فإن أعلى مرتبة حصل عليها النادي وفقًا للتصنيف الشهري للاتحاد الدولي لتاريخ وإحصاءات كرة القدم هي المركز الثالث عشر في قائمة أفضل 20 فريق (31 مايو 2014). ويحتل المركز السادس من أصل 23 نادي، كفريق إيطالي في المسابقات الدولية،  ويحتل فيورنتينا أيضًا المركز الخامس من أصل 63 فريق كمشارك في بطولة الدوري الإيطالي (77 مشاركة في الدوري الإيطالي)  ويعد فيورنتينا الفريق الخامس المشارك في الدوري الإيطالي من أصل 63 نادي، بينما يحتل الفريق المركز 109 من أصل 156 فريق في ترتيب الدوري الإيطالي منذ عام 1898 حتي عام 1929.
ووفقًا لاستقصاء الرأي الذي قامت به شركة ديموس بي فقد جاء نادي فيورنتينا في المركز السابع وفقاً لعدد مشجعيه في إيطاليا بعد أن حصل علي الأفضلية بنسبة 2.6%. أختار «ريدولفي» اللون الأرجواني في عام 1929 لونًا أساسياً للفريق، وهناك رموز أخرى للنادي مثل أغنية الفيولا وهي النشيد الرسمي للنادي من تأليف «مارتشيلو ماني» وقام «نارتشيزو باريجي» بإعادة توزيعها عام 1965 وشعار النادي هو الزهرة الحمراء على خلفية بيضاء وهو رمز لمدينة توسكانا. كان مقر مباريات الفريق في البداية على أرضه هو ملعب «فيلودروم ليبرتاس»، لكن أصبحت هذه المباريات تقام على «ملعب أرتيميو فرانتشي (فلورنسا)» منذ عام 1931.

## التاريخ

### النشأة حتى الحرب العالمية الثانية
نادي فلورنس Florence Football Club 1898 هو الجيل الأول لكرة القدم في فلورنسا والذي أصبح اليوم نادي فيورنتينا منذ عام 1926، ويعد نادي فيورنتينا هو أول نادي في فلورنسا يلعب بالطريقة الإنجليزية. أصبح جزءًا من ناشيء النادي يشكل فريق «ليبرتس» والجزء الأخر فريق «فلورنسا»، نظرًا لتجمع بعض الناشطين سواء في مقر فريق ليبرتس، أو فريق فلورنسا.
تأسست رابطة كالتشيو فيورنتينا (رابطة فيورنتينا لكرة القدم) عام 1926 بدعم من «لويجي ريدولفى» ومجموعة من الهيئات الرياضية الأخرى في ذلك الوقت، بدمج ناديان كبيران في فلورنسا وهما نادي «فيرنزي» ونادي «ليبرتس». عُقد أول لقاء رسمي عن بطولة الدوري للدرجة الأولى في ملعب بيليني 3 أكتوبر 1926 ضد نادي بيزا. كان أول قميص رسمي للنادي مُقسم إلى اللون الأبيض والأحمر وهما اللونان الأساسيان لمدينة فلورنسا وباقي الأندية التي نشأت في فلورنسا ويوجد علي القميص أيضًا الزهرة الحمراء (شعار الفريق).
بعد ضم نادي إيتالا Itala Football Club إلى النادي والصعود إلى الدوري بحكم قضائي عام 1927-1928 ورغم قضية سافوي-فيورنتينا بشأن رغبة اتحاد إيطاليا لكرة القدم بإقامة الدوري في جولة واحدة،  لعب نادي فيورنتينا أول موسم له في دوري الدرجة الأولى وأحتل المركز الأخير في التصنيف، وعلي الرغم من توفير الجو الملائم للاعبين، إلا أنهم هبطوا إلى دوري الدرجة الثانية. ارتدى الفريق التوسكاني لأول مرة القميص الأروجواني في مباراة ودية مع نادي روما عام 1929 بناءًا على رغبة الماركيز «ريدولفي» وهو أول رئيس لنادي الفيولا،  وفاز الفريق بالبطولة عام 1930-1931 وهكذا تمكنوا من الصعود إلى دوري الدرجة الأولى مرة أخرى.
اُفتتح «ملعب جوفاني بيرتا» عام 1931 أثناء مباراة الفريق ضد نادي «أدميرا فيينا»،  وتعادل الفريق في مباراته الأولي مع نادي إيه سي ميلان في بداية الموسم بنتيجة 1-1 في 20 سبتمبر 1931. أحتل فيورنتينا المركز الرابع في الموسم الأول برصيد 25 هدفًا أحرزهم هداف البطولة «بيدرو بيتروني». كما أحتل الفريق في الأعوام التالية مراكز متقدمة في التصنيف حيث حقق الفريق المركز الثالث عام 1934-1935 في بطولة الدوري وقاتل من أجل اللقب حتي النهاية مما أتاح له فرصة المشاركة في البطولات الأوروبية لأول مرة. وكانت بداية مبارياته الأوروبية في العاصمة المجرية بودابست 16 يونيو 1935 مع نادي أويبست التي انتهت بفوز الفيولا 2-0.
تراجعت نتائج الفريق في موسم 1935-1936 ثم هبط إلى الدوري الإيطالي الدرجة الثانية عام 1937-1938  إلا أنه في الموسم التالي تمكن من اقتناص المركز الأول في دوري الدرجة الثانية، وهكذا تمكن من العودة مرة أخرى إلى الدرجة الأولي. فاز الفريق لأول مرة في تاريخه ببطولة كأس إيطاليا عام 1939-1940 بعد تغلبه علي نادي جنوة بنتيجة 1\0. في عام 1943، بعد أن حصل الفريق على المركز الثالث وواصل تقدمه في التصنيف، توقفت البطولة بسبب الحرب.

### فترة الخمسينيات والستينيات
شارك الفريق في بطولة الدوري الإيطالي بعد نزاعات كثيرة، كما تمكن نادي فيورنتينا أيضًا في الأيام الأخيرة من الدوري من تحسين نتائجه في التصنيف بقيادة المدرب «إنريكو بيفاني» مما سمح لهم بالعودة مرة أخرى واحتلال المركز الرابع  عام 1951-1952 والمركز الثالث عام 1953-1954. وجاء العرض النهائي للفيولا في موسم 1955-1956  حيث فاز الفريق بلقب الدوري الإيطالي لأول مرة قبل انتهائه بخمسة أيام بقيادة المدرب «فولفيو برنارديني». وكانت تشكيلة الفريق هي: سارتي، دانييلي مانيني، وتشيرفاتو، وكيابلا، وفيرجينيو روزيتا، وسيجاتو، وجولينو، ومونتوروي، وفيرجيلي، وجراتون، وبريني، ودائمًا ما كان يشارك اللاعب «أورزان» كبديل. تمكن الفريق من المشاركة في بطولة دوري أبطال أوروبا  نتيجة فوزه ببطولة الدوري حيث وصلت الفيولا إلى نهائي البطولة في 30 مايو 1957 في سانتياغو بيرنابيو  لكنها خسرت في المباراة ضد ريال مدريد بنتيجة 2-0، كما فاز النادي الفلورنسي بكأس «جراسهوبرز» وهي مسابقة دولية نظمتها جمعية تابعة لنادي غراسهوبر زيوريخ السويسري.
احتل فيورنتينا المركز الثاني في موسم 1956-1957 للمرة الرابعة على التوالي، كما وصل أيضًا إلى نهائي كأس إيطاليا مرتين وتلقى الهزيمة عام 1958 من نادي لاتسيو بنتيجة 1-0 وعام 1960 من نادي يوفنتوس بنتيجة 3-2، كما لعب أيضًا علي الصعيد الأوروبي كممثل إيطاليا في كأس الصداقة بين إيطاليا وفرنسا عام 1959-1960. فاز الفريق عام 1960-1961 ببطولة كأس إيطاليا بقيادة المدرب «ناندور هيديكوتي» ضد نادي لاتسيو بنتيجة 2-0، وفاز أيضًا بكأس جبال الألب، وكأس الكؤوس بفوزه في المباراة النهائية ضد نادي رينجرز الاسكتلندي بنتيجة 2-0 على ملعبه، وبنتيجة 2-1 على ملعب الفيولا  وبهذه النتيجة يعد نادي فيورنتينا أول فريق إيطالي يفوز ببطولة دوري أبطال أوروبا، وتمكن الفريق أيضًا من الوصول إلى نهائي البطولة في العام التالي لكنه تلقى الهزيمة على يد فريق أتليتكو مدريد الإسباني بنتيجة 3-0 في اللقاء المعاد بينهم.
وتعد فترة الستينيات العقد الذهبي للفيولا  حيث احتل النادي مراكز متقدمة في تصنيف الدوري ما بين المركز الثالث والمركز السادس، كما وصل إلى نهائي كأس ميتروبا 1965, لكنه تلقى الهزيمة من «نادي فاسس الهنغاري» بنتيجة 1-0، وفاز الفريق بهذه البطولة في الموسم التالي بعد تغلبه في النهائي علي نادي Jednota Trenčín السلوفاكي بنتيجة 1-0 وأحرز الهدف اللاعب «ماريو برونييرا». وفاز الفريق أيضًا في نفس الموسم بكأس إيطاليا للمرة الثالثة بعد تغلبه على فريق كاتانزارو بنتيجة 2-1.
بعد أن حقق الفريق للمرة الرابعة المركز الرابع والمركز الخامس ما بين عام 1963 وعام 1968، أستطاع نادي الفيولا الفوز ببطولة الدوري للمرة الثانية في موسم 1968-1969 أمام نادي كالياري ونادي إيه سي ميلان  وكان اللاعب الأرجنتيني «برونو بيساولو» على مقاعد البدلاء. وسمي الفريق باسم «فيورنتينا يي يي» "Fiorentina Ye-Ye"  بسبب مشاركة العديد من اللاعبين الناشئين مثل: سوبركي، وبريزي، وفيرانتي، وروجورا، وإرالدو مانتشين، ودي سيستي، واسبوزيتوا، وريتسو، وميرلو، وماراسكي، وأماريلدو، وكيارودجي.

### فترة السبعينيات والثمانينيات
شهدت أوائل السبعينات هبوط واضح في نتائج النادي مقارنة بالعقد السابق، وكان الفريق مهدد بالهبوط إلى الدوري الإيطالي الدرجة الثانية عام 1970-1971 ولم ينقذه إلا فارق الأهداف. احتل الفريق مراكز متقدمة في تصنيف الدوري الموسم التالي، كما قاتل مرة أخرى للحصول على لقب الدوري 1971-1972، وعلى الصعيد الأوروبي وصل لفريق إلى نهائي «كأس جبال الألب» عام 1970 (وتلقى الهزيمة علي يد نادي بازل السويسري 3-2) وأيضًا إلى كأس أوروبا الوسطى (كأس ميتروبا) 1971-1972 (وخسر في المباراة علي يد نادي سلتيك الاسكتلندي 1-0) وكأس الأنجلو-الإيطالية 1973 وهُزم من فريق نيوكاسل يونايتد الإنجليزي في هذه المباراة 2-1.
عاد الفريق مرة أخرى إلى تحقيق الانتصارات في موسمي 1974-1975 و1975-1976؛ فاز بكأس إيطاليا للمرة الرابعة عام 1957 بعد تغلبه على نادي أي سي ميلان بنتيجة 3-2، وبطولة كأس «أنجلو-إيطاليان» بعد فوزه أيضًا علي فريق وست هام يونايتد الإنجليزي. بعد أن فيورنتينا حقق المركز الثالث في الدوري الإيطالي، تعرض لخطر الهبوط عام 1977-1978 ولكنهم استمروا في الدوري مرة أخرى فقط بفارق الأهداف.
تولت عائلة «بونتيللو» رئاسة النادي في فترة الثمانينيات، وقاموا بتنفيذ بعض القرارات في النادي بناءً على رغبة الجماهير مثل تغيير النشيد وشعار الفريق. وحقق النادي بعض البطولات خلال موسم 1981-1982 بمشاركة العديد من اللاعبين مثل: جالي، وأنتونيوني، ماساروا، وبيرتوني، وجراتسياني، كما قاتلوا حتى المباراة الأخيرة للحصول على اللقب، لكن فاز فريق يوفنتوس بالدوري  في هذا الموسم مع وجود بعض الشكوك على هذا الفوز. وكان الفريق يُقدم أداءً جيدًا في المواسم التالية وكان يحتل مراكز متقدمة في التصنيف، ووصل أيضًا إلى دور نصف النهائي من كأس إيطاليا على مدي عاميين متتاليين 1984-1985 و1985-1986.
أصاب الفريق تراجع تدريجي في موسم 1986-1987، وكان أفضل أداء قدمه الفريق هو المركز السابع في التصنيف لموسم 1988-1989 مما أتاح له الفرصة في المشاركة في كأس الاتحاد الأوروبي في العام التالي بعد التعادل مع نادي روما،  وانتهت البطولة بفوز نادي يوفنتوس التي شهدت لأول مرة تنافس فريقيين إيطاليين في كأس الكونفدرالية.

### فترة التسعينيات والألفية
قامت «عائلة بونتللو» ببيع النادي «لماريو تشيكي جوري» عام 1990 بعد جدل كبير بسبب انتقال اللاعب «روبرتو باجو» إلى نادي يوفنتوس، ثم تعرض النادي إلى الهبوط موسم 1992-1993 إلى الدرجة الثانية، بعد 54 عامًا في دوري الدرجة الأولي لكنهم صعدوا مرة أخرى العام التالي. حقق الفريق مع بداية الجولة الجديدة عام 1993 برئاسة «فيتتوريو تشيكي جوري» نتائج متضاربة في المواسم التالية حيث احتل المركز الثالث مرتين عام 1995-1996 و1998-1999، وفاز بكأس إيطاليا 1995-1996 ضد فريق أتالانتا، وكأس السوبر الإيطالي ضد إيه سي ميلان بنتيجة 2-1 في ملعب «سان سيرو» وأحرز هدفين المباراة اللاعب غابرييل باتيستوتا. عاد الفريق مرة أخرى في موسم 1999-2000 إلى المشاركة في دوري أبطال أوروبا بعد غياب 30 عامًا ولكنه خرج في المرحلة الثانية من دوري المجموعات. فازت الفيولا أيضًا بكأس إيطاليا عام 2000-2001 في المباراة ضد نادي بارماالذي قد تغلب على فيورنتينا في البطولة نفسها موسم 1998-1999.
أعلنت المحكمة المدنية في صيف 2011 عن إفلاس نادي فيورنتينا الذي كان يعاني من أزمة مالية خطيرة على الرغم من بيع العديد من اللاعبين اللامعين مثل: «باتسيتوتا»، و«روي كوستا»، و«تولدو». نظرًا لهذه الأزمة المالية عام 2001-2002، أحتل الفريق المركز قبل الأخير في تصنيف البطولة كما هبط أيضًا إلى دوري الدرجة الثانية، وأعلن النادي عن إفلاسه ولم يتمكن من المشاركة في دوري الدرجة الثانية، بسبب عدم دفع رواتب اللاعبين وعدم القدرة على الحفاظ على الأوضاع الاقتصادية للمشاركة في الموسم المقبل.
في 1 أغسطس 2001، أسس «ليوناردوا دومينيتشي» «فيورنتينا فلورينتيا 1926»، ثم قام «دييجو ديلا فالي» بشراء هذا النادي الجديد الذي شارك في دوري الدرجة الثالثة وأعاد تسميته إلى «فلورينتيا فيولا». فاز نادي فيورنتينا بالبطولة وبعد قضية كاتانيا صعد الفريق إلى الدوري الإيطالي الدرجة الثانية لاستحقاقات رياضية. قام «ديلا فالي» بشراء شعار وألوان الفريق القديم في 15 مايو 2003، ثم عاد الفريق مرة أخرى باسم فيورنتينا في 19 مايو.
شهد موسم 2003-2004 عودة الفيولا إلى الدوري الإيطالي الدرجة الأولى مرة أخرى بعد احتلال المركز السادس في الدوري والمباراة الفاصلة ضد نادي بيروجيا. بعد أن استطاع الفيولا النجاة من الهبوط في أخر فترات الدوري، تورط الفريق في فضيحة الدوري الإيطالي 2006 «الكالتشيوبولي» مما أدي إلى عقوبة فيورنتينا بإقصائهم من بطولات الكأس الأوروبية سواء في موسم 2005-2006 أو في الموسم التالي، وعلى الرغم من العقوبة المطبقة على الفريق إلا أنهم تأهلوا إلى بطولة كأس الاتحاد الأوروبي 2007-2008 التي انتهت في الدور قبل النهائي بعد اللجوء إلى ركلات الترجيح ضد نادي رينجرز الاسكتلندي. وفي المواسم اللاحقة، تأهل الفريق إلى دوري أبطال أوروبا مرتين بقيادة «تشيزاري برانديلي»، كما وصل إلى نهائي دور الثمانية موسم 2009-2010.

### عصر شيشى غوري

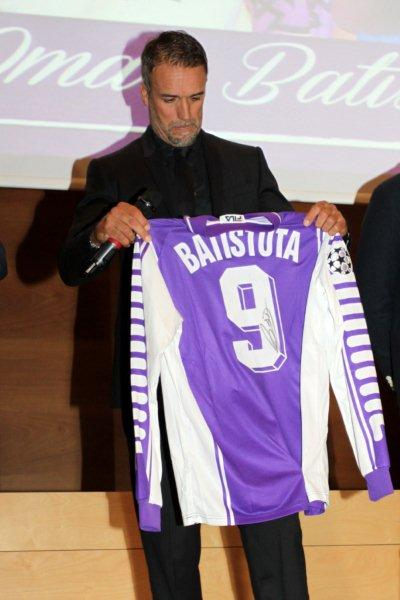
غابرييل باتيستوتا، نجم فيورنتينا في التسعينات

في الموسم الأول تحت ملكية شيشى غوري كان مستقرًا، وبعد ذلك بدأ الرئيس الجديد بجلب بعض اللاعبين مثل براين لاودروب، ستيفان ايفنبرغ، فرانشيسكو بايانو، وغابرييل باتيستوتا، الذي أصبح لاعبًا بارزاً في الفيولا خلال التسعينيات. توفي «ماريو شيشى غوري» في عام 1993 ثم تولي ابنه «فيتوريو شيشى غوري» رئيسًا للفريق. قام فيتوريو شيشى غوري بطرد المدرب لويجي راديس بعد الهزيمة ضد أتالانتا رغم بدايته الجيدة مع الفريق  واستبدله بالمدرب ألدو أجروببى ولكن لم يقدم أداءً جيدًا حيث احتل فيورنتينا مراكز متأخرة في الترتيب، وهبط في اليوم الأخير من الموسم.
تم تولي كلاوديو رانييري تدريب الفريق لموسم 1993-1994، ونجح في الصعود مع الفريق إلى الدوري الإيطالي الدرجة الأولى وشَكل «رانييري» فريقًا جيدًا ومن أبرزهم «باتيستوتا»، والموهبة الشابة «روي كوستا» من نادي بنفيكا البرتغالي وبطل العالم المدافع البرازيلي «مارسيو روبرتو دوس سانتوس». الأخير أصبح نجمًا لمشجعي فيورنتينا، لكن الثاني انتهى بخيبة أمل وبيع بعد موسم واحد فقط، واحتل الفريق المركز العاشر في هذا الموسم.
في الموسم التالي تحسن أداء الفريق كثيرًا حيث اشترى «شيشى غوري» غيرهم بعض اللاعبين مثل: «ستيفان شفارتز» وفاز فيورنتينا بكأس إيطاليا ضد أتالانتا، وانتهى في المركز الثالث من الدوري الإيطالي. كما أصبح فيورنتينا أول فريق وطني يفوز كأس السوبر الإيطالي وهزم نادي ميلان بنتيجة 2-1 في استاد سان سيرو.
في موسم 1995-1996 كان فيورنتينا مخيبًا لآمال مشجعيه في الدوري ولم يقدم أداءً جيدًا، لكنه وصل إلى الدور قبل النهائي في كأس الكؤوس الأوروبية بفوزه على الفريق الروماني غلوريا بيستريتا (الضيف 1-1، المستضيف 1-0) وفاز أيضًا على الفريق التشيكي سبارتا براغ (الضيف 2-1، المستضيف 1-1)، وتغلب على بنفيكا البرتغالي (2-0 الضيف، المستضيف 0-1). لكن خسر الفريق في الدور قبل النهائي وفاز بالبطولة برشلونة الإسباني (الضيف 1-1، المستضيف 0-2). وفي موسم الانتقالات كان «لويس اوليفيرا» واللاعب الروسي «أندري كانتشيلسكيس» من ابرز صفقات الفريق.
في نهاية هذا الموسم، ذهب المدرب «كلاوديو رانييري» إلى فالنسيا الإسباني، وقام شيشى غوري بعدها بتعيين «البرتو ماليساني». وعلى الرغم من أن الفريق قدم أداءً جيدًا، إلا أنه لم يتمكن من المشاركة في كأس الاتحاد الأوروبي. ترك المدرب «ماليساني» فيورنتينا بعد موسم واحد فقط وتولي خلفه جوفاني تراباتوني واحتل معه الفريق المركز الثالث في الدوري الإيطالي موسم 1998-1999، مما جعلهم يتأهلون دوري أبطال أوروبا. والعام التالي لم يقدم الفريق الأداء المطلوب في الدوري، ولكنه لعب بعض المباريات التاريخية في دوري أبطال أوروبا بفوزه على أرسنال 1-0 في ملعب ويمبلي القديم ومانشستر يونايتد 2-0 في فلورنسا، لكن في نهاية المطاف خرجوا من البطولة في الجولة الثانية.
في نهاية الموسم لم يستمر المدرب «جوفاني تراباتوني» مع الفيولا وتولي خلفه المدرب التركي «فاتح تيريم». الأهم من ذلك تم بيع «باتيستوتا» إلى روما، الذي فاز في نهاية المطاف بلقب الدوري الإيطالي في العام التالي. فيورنتينا لعب جيدًا في الدوري وظل في مراكز متقدمة في التصنيف على الرغم من استقالة التركي «فاتح تيريم» ووصول روبرتو مانشيني، كما فاز بكأس إيطاليا للمرة السادسة في تاريخه. حدثت العديد من التغييرات في موسم 2001 حيث عاني الفريق من أزمة مالية، وأصبحوا غير قادرين على دفع الأجور وكانوا مدينين بنحو 50 مليون دولار أمريكي. وكان مالك النادي «فيتوريو شيشى غوري» باستطاعته جمع المزيد من المال، ولكنه لم يكن قادرًا على دعم النادي في هذه الفترة. توقف فيورنتينا في نهاية موسم 2001-2002 وتوجه إلى القضاء للرقابة الإدارية في حزيران / يونيو 2002، وهذا الشكل من الإفلاس يعني أن النادي خسر مكانه في دوري الدرجة الثانية 2002-2003.

### عهد ديلا فالي

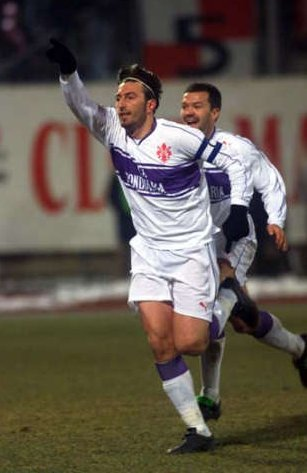
"كريستيان ريجانو"

تم إنشاء النادي من جديد في أغسطس 2002 باسم رابطة كالتشيو فيورنتينا وفلورينتينا فيولا تحت ملكية «دييجو ديلا فالي»، وتم إدخاله في دوري الدرجة الثانية. اللاعب الوحيد الذي تبقى مع النادي في شكله الجديد هو «انجيلو دي ليفيو»، مما أكسبه مزيدًا من تقدير الجماهير له. ساعد «دي ليفيو» مع المهاجم المهاجم كريستيان ريجانو في فوز الفريق ببطولة الدوري الدرجة الثانية الذي سمح لهم بالصعود إلى الدرجة الأولي مرة أخرى. في عام 2003 في بداية الموسم، قام النادي أيضا باعادة شراء حق استخدام اسم «فيورنتينا» الشهير وتصميم القميص، وإعادة الإعلان عن نفسه تحت اسم فيورنتينا.
احتل الفريق المركز السادس في دوري الدرجة الثانية موسم 2003-2004، الذي سمح للفيولا بخوض مباراتي الذهاب والعودة ضد نادي بيروجيا (الحاصل على المركز الخامس عشر في الدوري الإيطالي الدرجة الأولى للحصول على أفضل مكانًا في الموسم المقبل. فيورنتينا أنهى عودته بالفوز بنتيجة 2-1 في مجموع المباراتين، سجل كلاهما إنريكو فانتيني، مما اهلهم للعودة إلى دوري الدرجة الأولى الإيطالي، وكافح النادي لتفادي الهبوط، حيث تمكن من تأمين البقاء في اليوم الأخير من الموسم، وتجنب الهبوط بناءً على النتائج المقاربة بينه وبين نادي بولونيا ونادي بارما. في عام 2005، قرر ديلا فالي تعيين المدير الجديد «بانتاليو كورفينو».

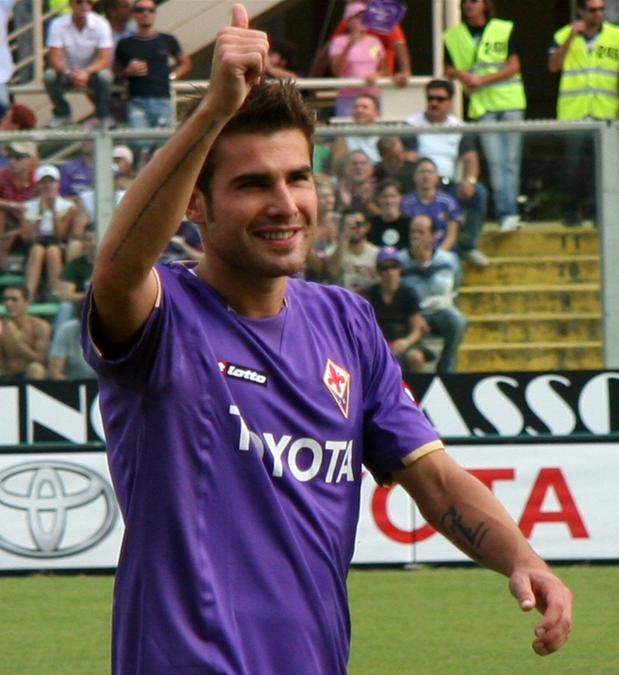
أدريان موتو

في موسم 2005-2006، تعاقد فيورنتينا تشيزاري برانديلي كمدربًا جديدًا وقام بالعديد من الصفقات خلال فترة الانتقالات الصيفية في الميركاتو، وأبرزها هداف باليرمو المهاجم «لوكا توني» وحارس المرمى الفرنسي «سيباستيان فراي». وبسبب وجود لاعبين مثل: كابتن الفريق «داريو دانيللى» و«توماس يوفالوسي» التشيكي الدولي في الدفاع، و«كريستيان بروكي» في خط الوسط، و«مارتن يورغنسن» على الجناح، «ستيفانو فيوري» كصانع العاب والهداف «لوكا توني»، مع «فراي» في المرمى، أدى إلى احتلال الفريق المركز الرابع برصيد 74 نقطة وتأهلوا للدور التمهيدي الثالث من دوري أبطال أوروباوهذا عزز مكانة فيورنتينا بوصفها عضًوا من النخبة الإيطالية. سجل «توني» 31 هدفًا مذهل في 34 مباراة فقط، أول لاعب يكسر علامة 30 هدف منذ «أنطونيو فالنتين انجيليلو» في موسم 1958-1959، الذي كان قد حصل على جائزة الحذاء الذهبي الأوروبي.
ومع ذلك في 14 يوليو 2006 هبط فيورنتينا إلى دوري الدرجة الثانية بسبب مشاركتهم في الدوري الإيطالي الدرجة الأولى 2006 وبسبب التلاعب في نتائج المباريات (فضيحة كرة القدم الإيطالية 2006) «الكالتشيوبولي» وعقوبة فيورنتينا بخفض 15 نقطة. أعيد الفريق إلى دوري الدرجة الأولى الإيطالي في الاستئناف، ولكن مع خصم 19 نقطة من رصيده في موسم 2006-2007. تم أيضًا إلغاء مشاركة الفريق في دوري أبطال أوروبا. بعد بداية الموسم خفضت النقاط لفيورنتينا من 19 نقطة إلى 15 في الاستئناف أمام المحاكم الإيطالية.
على الرغم من بدء موسم 2006-2007 بعقوبة فيورنتينا بخفض 15 نقطة مع ذلك نجح في الحصول على مكان في موسم 2007-2008 في كأس الاتحاد الأوروبي. وبوجود اللاعب الإيطالي «لوكا توني» والروماني أدريان موتو، أثبتوا أن الفريق يليق بمستوى الدوري الإيطالي حيث أن هذه الشراكة نجحت في تسجيل 31 هدفًا فيما بينهم.
وقد شكك الكثيرون من قدرة الفيولا على الاستمرار بنفس المستوي في موسم 2007-2008 بسبب رحيل «لوكا توني»، وبالفعل، تراجع مستوي هذا التشكيل خلال منتصف الموسم، كما خسر الفريق العديد من المباريات. النادي وصل إلى الدور نصف النهائي من كأس الاتحاد الأوروبي، ولكنه تلقي الهزيمة في نهاية المطاف على يد نادي رينجرز بركلات الترجيح 0-0 بعد مبارتين بلا أهداف. انتهى الموسم بنجاح عندما فاز فيورنتينا على نادي تورينو بنتيجة 1-0 في اليوم الأخير من الموسم ونجح في تحقيق بطولة دوري أبطال أوروبا على حساب فريق إيه سي ميلان الإيطالي. تلك الحملة انتهت في مرحلة المجموعات، ولكن حصل النادي على المركز الثالث، وأمن الطريق إلى كأس الاتحاد الأوروبي بدلًا من ذلك.
استمر هذا النجاح في موسم 2008-2009، ليضمن فيورنتينا احتلال المركز الرابع في موسم 2010 من تصفيات دوري أبطال أوروبا.

### عام 2010

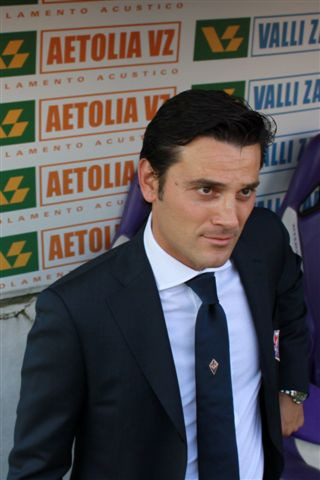
فينشينسو مونتيلا

لم يكن الموسمين الآخيرين جيدين للفريق حيث احتل فيورنتينا المركز التاسع في موسم 2010-2011 والمركز الثالث عشر في موسم 2011-2012. وفي موسم 2013-2014، جاء الفريق في المركز الرابع في البطولة بقيادة «فينشينسو مونتيلا» وتأهل أيضًا إلى دوري أبطال أوروبا. كما وصل الفريق بقيادة «مونتيلا» في موسم 2013-2014 إلى نهائي كأس إيطاليا لكنه خسر أمام نادي نابولي بثلاثة أهداف مقابل هدف، وفي دور الثمانية تلقوا الهزيمة على يد يوفنتوس (1-1 في تورينو و1-0 في فلورنسا). واحتلت الفيولا في الدوري الإيطالي المركز الرابع وتأهلوا إلى دوري أبطال أوروبا للعام التالي على التوالي.
حقق فيورنتينا الفوز رقم 1000 في مسيرته في بطولة الدوري في يوم 13 أبريل 2014، وأحرز «ماريو غوميز» الهدف رقم 5000 في تاريخ الفيولا في المسابقات الرسمية، ووصل أيضًا إلى دور نصف النهائي من كأس إيطاليا والدوري الأوروبي لكنه خسر من يوفنتوس ونادي إشبيلية. احتل المرتبة الرابعة في الدوري الإيطالي وتأهل إلى دوري أبطال أوروبا للعام الثالث على التوالي.

## رموز وألوان الفريق

### الشارة

الشارة التي يستخدمها الفريق

الشعار الرسمي لفيورنتينا هو دائمًا الزهرة الحمراء على حقل أبيض، والألوان مشتقة من شعار النبالة لإقليم توسكانا. وعلى مدار التاريخ حدثت العديد من التغيرات في شارة الفريق ولكن في الغالب كانت جميعها تتمحور على نفس شكل زهرة فلورنسا باختلاف الخلفية؛ حيث أختار الماركيزي «ريدولفي» شعار الفريق على شكل زهرة فلورنسا وخلفية بيضاء تميل إلى لون الماس.
قامت أدارة النادي بقيادة «شيشي غوري» بتغيير شعار الفريق عام 1991 بإدخال الزهرة المنمقة لمدينة فلورنسا ذو لون أحمر على حقل أبيض وفي الداخل يوجد شكل معينات مزدوجة محاطة بالذهب؛ وكانت أحرف الفريق مكتوبة باللون الأبيض والأحمر على خلفية أرجواني. وفي الموسم التالي لم يُستخدم هذا الشعار بسبب الإخفاق الذي حدث للفريق ولمحاولة تجنب المشاكل القانونية المتعلقة بهذا الرمز.

### نشيد الفريق

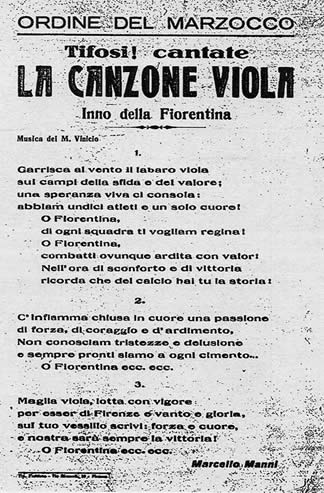
صورة لنشيد الفيولا

يُسمي نشيد فيورنتينا باسم «أغنية الفيولا» Canzone viola ومعروف أيضًا باسم «أوه فيورنتنيا» O Fiorentina قام «مارسيلو ماني» بكتابته عام 1930 ولحنه «ماركو فينيتشي». قامت الجماهير بطباعة النشيد وكلماته ووزعت العديد من النسخ على باقي مشجعي الفريق لكي يتمكنوا من حفظه وبذلك أصبح النشيد الرسمي لفيورنتينا. وفي عام 1964، قام «نارتشيزو باريدجي» بغناء النشيد من جديد مع إضافة بعد التعديلات على النص. أصبح هذا الإصدار الأخير النشيد الرسمي لفيورنتينا ومنذ هذا الوقت يقوم المشجعين بغنائه دائمًا قبل كل مباراة لتحفيز اللاعبين.
وهناك أيضًا نشيد أخر يُسمي «أليه فيورنتينا» Alé Fiorentina الذي كتبه مجموعة من الشعراء وهم: كورسيني، وجاليريني، ودولتشينو وكانت الجماهير تنشد هذه الأغنية في المباريات التي تُقام على ملعب الفريق أثناء دخول اللاعبون إلى الملعب في الشوط الثاني، ولكن لم تستمر على هذه العادة لفترة طويلة. وفي عام 1981، قامت إدارة الفريق بوضع نشيد جديد يُسمي «فيورنتينا» Fiorentina، وعلى الرغم من كونه النشيد الرسمي للفريق منذ عام 1990 إلا أنه استمر لفترة قصيرة، لأن الجماهير لم تٌفضله وواصلوا غناء النشيد السابق المفضل لديهم.

### مجموعة الألوان
يرتدي فريق الفيولا عادةً اللون الأرجواني وغالبًا ما يرتبط هذا اللون على نحو خاطئ بمدينة فلورنسا وذلك لأن شعار المدينة يتكون من اللون الأحمر والأسود. كانت هذه الألوان تُستخدم في شعار فيورنتينا في بداية مسيرته كرمز لاندماج فريق «ليبرتس» وفريق «فلورنسا». والجدير بالذكر أن مدينة «كولي دي فال ديلسا» Colle di Val d' Elsa أهدت إلى الفريق قمصان حمراء وبيضاء تكريمًا للأخوة التاريخية التي تربطها مع فلورنسا لأن كلًا منهما يساندان الغويلفيون منذ العصور الوسطى (غويلفيون وغيبلينيون). استخدم الفريق هذه الألوان حتى 22 سبتمبر 1929 في مباراة ودية ضد نادي روما حيث ارتدي فيورنتينا لأول مرة القميص الأرجواني مع شعار الفريق. وقيل إن سبب تغير اللون الأبيض والأحمر هو غسل القمصان بشكل غير صحيح وهذا ما حدث بالفعل في عام 1929، لكن هذا ليس صحيحًا، لأن السبب الحقيقي جاء بناءً على رغبة «لويجي ريدولفي» بعد مباراة ودية عام 1928 ضد نادي أويبست، ومن ثم نالت هذه الألوان أعجاب شديد من الجماهير ولم تتغير حتى الآن.
ما بين فترة الثلاثينيات والسبعينيات لم يحدث تغيرًا كبيرًا في ملابس الفريق؛ كان اللون الأرجواني هو اللون الأساسي لفيورنتينا، وكان يُنتج عن طريق الحرف اليدوية ومصنوع من الصوف، في حين كانت السراويل القصيرة ذو لونًا أسودًا وفي الغالب أبيض. أصبحت شركة «أديداس» Adidas الراعي الرسمي للنادي خلال بطولة الدوري الإيطالي عام 1978. وفي عهد «بونتللو»، تغير شكل القميص تغيرًا ملحوظًا حيث تم وضع شعار الفريق في دائرة في منتصف القميص بها شكل المطرد وياقة القميص ذو لونًا أحمر. لكن في عام 1986، عادت ملابس الفريق إلى اللون الأرجواني تمامًا وكانت الأرقام على القميص صفراء، وكان القميص ذو ياقة.
قدمت شركة «ريبوك» Reebok شعار جديد تتسم ألوانه أنها تدريجية خلال موسم 1995-1996، ولكن في الموسم التالي 1997-1998 اتسمت ببعض الخطوط البيضاء، وظهر اسم شركة «فيلا» Fila على ظهر القميص منذ عام 1999 حتى 2002. وبعد فشل هذه الشركة، أختار الفريق لأول مرة قميص أبيض ذو ثلاثة خطوط عريضة باللون الأرجواني. تغيرت الملابس إلى اللون الأرجواني مرة أخرى بعد شراء «ديلا فالي» لهذا الشعار، قدمت شركة أديداس قميص أرجواني مع خطوط بيضاء، أما شركة «لوتو سبورت إيطاليا» Lotto Sport Italia قدمت قميص أرجواني مع خطوط ذهبية واستمرت شركة لوتو الراعي الرسمي للفريق من 2005 حتى 2012. أصبحت شركة جوما الإسبانية "Joma" هي الراعي الرسمي لفيورنتينا منذ موسم 2012-2013، وقدمت قميص أرجواني اللون تمامًا مع بعض الإضافات البسيطة. وفي عام 2007، جاء في تقرير قدمته «ذي تايمز» صحيفة التايمز البريطانية إن الزي الأرجواني يعد من أجمل القمصان في تاريخ كرة القدم حيث احتل المرتبة التاسعة عشر من أصل 50 قميص.
خلال السنوات الأولي من تاريخ الفيولا عندما كان زي الفريق ذو اللون الأحمر والأبيض، استخدمت فيورنتينا أيضًا زي ذو خطوط رأسية حمراء وبيضاء، وسراويل وجوارب ذو لون أسود. خلال بعض المباريات اختلط شكل القمصان حين ارتداء فيورنتيا وأي فريق أخر ألوان متقاربة لذلك منذ فترة الخمسينيات أصبح الفريق يرتدي زي أحمر، أو أصفر، أو أخضر بديلًا للزي الأرجواني؛ وقُدم الزي الثالث فعليًا ابتداءً من عام 1996. وعادةً ما يرتدي الفريق الزي الثالث باللون الأحمر، ولكن في بعض المواسم كان يرتدي الزي الأصفر، وفي موسم 2000-2001 ارتدى الزي الفضي وهو نفس الزي الذي ارتداه الفريق من جديد في موسم 2012-2013. وعلى العكس في موسم 2011-2012 تم اختيار القميص الأصفر استثنائيًا كزي ثاني للفريق، واختيار القميص الأبيض كزي ثالث، وفي بعض المواسم ارتدى فيورنتينا مرة أخرى القميص ذو الخطوط الحمراء والبيضاء فقط للتذكرة بمسيرته في الماضي.

#### تطور الطقم
| 1926    | 1929      | الخمسينات            | السيتينات | 1975-1980 | 1981-83 | 1983-85 | 1985-87 | 1991-1993 |
| 1995-97 | 1999-2000 | Florentia Viola year | 2003-05   | 2005-2007 | الحالي  |         |         |           |

## تشكيلة الفريق

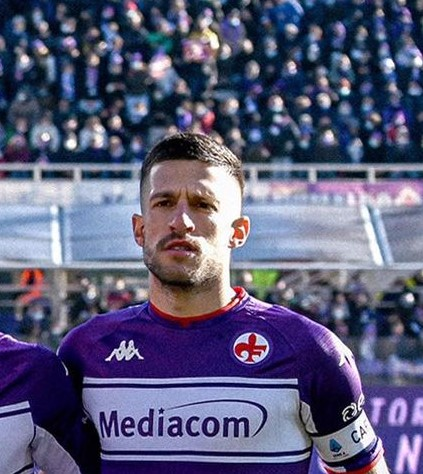
الإيطالي كريستيانو بيراغي كابتن الفريق.

### الفريق الأول
آخر تحديث 11 فبراير 1999
.

ملاحظة: تشير الأعلام إلى المنتخب بحسب قواعد الأهلية المعتمدة من قبل الفيفا؛ تنطبق بعض الاستثناءات المحدودة. وقد يحمل اللاعبون أكثر من جنسية لا تعترف بها الفيفا.
| الرقم | البلد     | المركز | اللاعب              |
| ----- | --------- | ------ | ------------------- |
| 1     | إيطاليا   | حارس   | بيترو تيراتشيانو    |
| 2     | البرازيل  | مدافع  | دودو                |
| 3     | إيطاليا   | مدافع  | كريستيانو بيراغي    |
| 4     | صربيا     | مدافع  | نيكولا ميلينكوفيتش  |
| 5     | إيطاليا   | وسط    | جياكومو بونافينتورا |
| 7     | صربيا     | مهاجم  | لوكا يوفيتش         |
| 8     | إيطاليا   | وسط    | ريكاردو سابونارا    |
| 9     | البرازيل  | مهاجم  | ارثور كابرال        |
| 10    | إيطاليا   | وسط    | غايتانو كاستروفيلي  |
| 11    | فرنسا     | وسط    | جوناثان ايكوني      |
| 15    | صربيا     | مدافع  | أليكسا تيرزيتش      |
| 16    | إيطاليا   | مدافع  | لوكا رانييري        |
| 22    | الأرجنتين | مهاجم  | نيكولاس غونزاليس    |

| الرقم | البلد          | المركز | اللاعب                |
| ----- | -------------- | ------ | --------------------- |
| 23    | إيطاليا        | مدافع  | لورينزو فينوتي        |
| 28    | الأرجنتين      | مدافع  | لوكاس مارتينيز كوارتا |
| 31    | إيطاليا        | حارس   | مايكل تشيروفوليني     |
| 32    | غانا           | وسط    | ألفريد دونكان         |
| 33    | إيطاليا        | مهاجم  | ريكاردو سوتيل         |
| 34    | المغرب         | وسط    | سفيان أمرابط          |
| 38    | إيطاليا        | وسط    | رولاندو ماندراغورا    |
| 42    | إيطاليا        | وسط    | اليساندرو بيانكو      |
| 56    | إيطاليا        | حارس   | سلفاتوري سيريغو       |
| 72    | جمهورية التشيك | وسط    | أنتونين باراك         |
| 77    | كرواتيا        | وسط    | جوسيب بريكالو         |
| 98    | البرازيل       | مدافع  | إيغور خوليو           |
| 99    | ساحل العاج     | مهاجم  | كريستيان كوامي        |

### لاعبون آخرون بموجب العقد
ملاحظة: تشير الأعلام إلى المنتخب بحسب قواعد الأهلية المعتمدة من قبل الفيفا؛ تنطبق بعض الاستثناءات المحدودة. وقد يحمل اللاعبون أكثر من جنسية لا تعترف بها الفيفا.
| الرقم | البلد | المركز | اللاعب |
| ----- | ----- | ------ | ------ |

| الرقم | البلد | المركز | اللاعب |
| ----- | ----- | ------ | ------ |

## اللاعبون

### نبذة
على مدار 84 عام من تاريخ الفيولا، ارتدي حوالي 850 لاعب قميص فيورنتينا وكان معظمهم إيطاليين، ومعظمهم أيضًا مثلوا منتخب إيطاليا لكرة القدم. وشارك مع الفيولا العديد من اللاعبيين البارزين مثل: "جوليانو سارتي"، و"جوزيبي كيابيلا"، و"فرانشيسكو روزيتا" و"سيرجيو تشيرفاتو"، و"إنريكو ألبرتوزي" الفائز ببطولة أمم أوروبا لكرة القدم 1968، و"كلاوديو ميرلو"، و"جانكارلو دي سيستي"، ولوتشانو كيارودجي" حققوا بطولات مع الفيولا موسم 1968-1969، و"جانكارلو أنطونيوني" الذي يعد رمزًا للفريق، و"روبرتو باجو" الفائز بجائزة الكرة الذهبية (رياضة) عام 1993، وحارس مرمي المنتخب الإيطالي في بطولة أمم أوروبا لكرة القدم 2000 "فرانشيسكو تولدو"، و"لوكا توني" الذي شارك في كأس العالم لكرة القدم 2006، وحصل على الحذاء الذهبي عام 2006.
وهناك الكثير من اللاعبين غير الإيطاليين الذين لعبوا في صفوف فيورنتينا من بينهم اللاعب المجري «جان بوستنير» وهو أول لاعب أجنبي ينضم إلى الفريق، واللاعب الأوروغوياني «بيدرو بيتروني» الذي فاز بكأس العالم لكرة القدم 1930، واللاعب البرازيلي «جوليانو»، والأرجنتيني الحاصل على الجنسية الإيطالية «ميكيل مونتوري» وهو من أفضل اللاعبين في الدوري موسم 1955-1956،  والمهاجم السويدي «كورت هامرين» الذي احرز 150 هدف في الدوري الإيطالي مع الفيولا، واللاعب البرازيلي «أماريلدو» موسم 1968-1969، والمدافع الأرجنتيني «دانييل باساريلا» الذي شارك في كأس العالم 1978، و1986 واللاعب «غابرييل باتيستوتا»  والبرتغالي «روي كوستا» وهما من أشهر اللاعبين في تاريخ الفيولا.
وحديثًا انضم اللاعب المصري «محمد صلاح» إلى فيورنتينا في يناير 2015 قادمًا من صفوف تشيلسي الإنجليزي لمدة ستة أشهر على سبيل الإعارة، وقاد الفيولا لتحقيق الفوز على إنتر ميلان على ملعب سان سيرو بعد غياب 15 عامًا لأن الفيولا لم تفز على إنتر ميلان منذ عام 2000.
كما أحرز صلاح هدفين في مباراة اليوفي على استاد يوفنتوس (ملعب يوفي أرينا) ضمن نصف نهائي كأس إيطاليا، كما أنه يعد أول فوز لفيورنتينا على يوفنتوس في تاريخ كأس إيطاليا والفوز الأول للفريق على اليوفي في جميع المسابقات على ملعب «يوفي أرينا» منذ مارس 2008.

### فيورنتينا ومنتخب إيطاليا
يعد «روي كوستا» هو أكثر لاعب شارك في المباريات الدولية من لاعبي فيورنتينا، لأنه ارتدي قميص البرتغال 94 مرة وسجل 26 هدفًا ما بين عامي 1993 و2004، وخلفه «غابرييل باتيستوتا» الذي لعب 78 مباراة وسجل 56 هدفًا مع منتخب الأرجنتين لكرة القدم ما بين 1991 و2002، والإيطالي «جانكارلو أنتونيوني» شارك في 73 مباراة، وسجل 7 أهداف ما بين 1974 و1982. وهناك أيضًا اللاعب الإيطالي «ريكاردو مونتوليفو» لعب 37 مباراة أثناء فترته مع فيورنتينا، و«جانكارلو دي سيستي» شارك 29 مباراة. وفي أغسطس 2013، قدمت فيورنتينا 69 لاعب للمنتخب إيطاليا لكرة القدم، وكان أول من يرتدي قميص المنتخب هو «ألفريدوا بيتو» في 15 نوفمبر 1931 في المباراة التي جمعت بين إيطاليا ومنتخب تشيكوسلوفاكيا لكرة القدم.
شارك سبعة لاعبين من الفيولا مع منتخب إيطاليا في كأس العالم لكرة القدم وهم: «ماريو بيتزيولو» في 1934 الذي فاز بالكأس الدولية 1933-1935، و«جانكارلو أنتونيوني»، و«جوفاني غالي»، و«فرانشيسكو غراتسياني»، و«دانييلي مسارو»، و«بيترو فييرجوود» عام 1982، و«لوكا توني» في 2006، والأرجنتيني «دانييل باساريلا» الذي فاز بكأس العالم مع منتخب بلاده 1986.
وهناك 36 لاعب من فيورنتينا شاركوا مع منتخابتهم، وخاصًا في عام 1982 عندما تم استدعاء ستة لاعبين للمشاركة مع منتخب بلادهم، بالإضافة غلي خمسة لاعبين مسجلين بالفعل مع منتخابتهم، ومن ضمنهم الأرجنتيني «دانييل بيرتوني». ويعد «جانكارلو أنتونيوني» هو أكثر لاعب يشارك في كأس العالم حيث لعب 11 مباراة (5 مباريات في موسم 1978، و6 مباريات في 1982)، وكان «غابرييل باتيستوتا» هو هداف الفيولا من المونديال لاحرازه 9 أهداف (4 أهداف في موسم 1994، و5 أهداف في 1998).
ومن ضمن لاعبي الفيولا الإيطاليين لم يفز ببطولة أمم أوروبا لكرة القدم إلا «إنريكو ألبرتوزي»، و«جانكارلو دي سيستي» في عام 1968، أما في منافسة كرة القدم في الألعاب الأولمبية الصيفية فهناك المدافع الإيطالي «أكيلي بيتشيني»، والجناح «ألفونسو نيجرو». ومن بين اللاعبين الأجانب فهناك اليوناني «زيسيس فريزاس» والذي شارك في بطولة أمم أوروبا لكرة القدم مع منتخب اليونان لكرة القدم 2004، و«غابرييل باتيستوتا» الذي فاز بكوبا أمريكا 1993، وأحرز هدفين في المباراة النهائية كما فاز بكأس القارات لكرة القدم، الذي فاز به أيضًا اللاعب «فيليبي ميلو».
الفائزون بكأس العالم
| - ماريو بيزولو (إيطاليا 1934) - دانيال باساريلا (الأرجنتين (1978) - دانيال برتوني (الأرجنتين (1978) | - جانكارلو أنتونيوني (أسبانيا 1982) - فرانشيسكو غراتسياني (أسبانيا 1982) - جيوفاني غالي (أسبانيا 1982) | - بيترو فيرشوود (أسبانيا 1982) - دانييلي ماسارو (أسبانيا 1982) - لوكا توني (ألمانيا 2006) |

## قادة الفريق
يعد «جوزيبي بيغونيو» أول قائد في تاريخ فيورنتينا في موسم 1935-1936، وجاء بعده اللاعب «لورنزوا جاتساري» من 1936 حتى 1938، ثم «رينزو مالي» في موسم 1938-1939. حمل «أجوستو مالي» شارة قائد الفريق لمدة 9 سنوات على التوالي منذ 1945 حتى 1953، قبل أن يحملها «ليوناردوا كوستاليولا» حتى 1955. كان «فرانشسيكو روزيتا» هو قائد الفريق في أول دوري إيطالي، نقل له الشارة اللاعب «سيرجيوا تشيرفاتو» منذ 1957 حتى 1959، و«جوزيبي كيابيلا» في موسم 1959-1960. وكان اللاعب البرتغالي «ميغيل مونتيرو» هو أول قائد أجنبي للفريق في موسم 1960-1961 الذي فازت فيه الفيولا بكأس الكؤوس.
وهناك العديد من اللاعبين مثل: «جوليانو سارتي» منذ موسم 1961 حتى 1963، و«إنزو روبيتي» منذ 1963 حتى 1965، والسويسري «كورت هارمين» منذ 1965 حتى 1967 واستطاع الفوز بكأس أوروبا الوسطى (كأس ميتروبا) عام 1966، وذلك قبل حصد الفيولا للبطولة الثانية، وقبل «جانكارلو دي سيستي» الذي قاد الفريق لمدة ثماني سنوات منذ 1967 حتى 1974. أصبح الإيطالي «جانكارلو أنتونيوني» قائد الفريق بعد «كلاوديو ميرلو» وحمل شارة القيادة لمدة اثني عشر عامًا منذ 1976 حتى 1987، ثم جاء بعده «سيرجيوا باتسيتيني» موسم 1987-1990، والبرازيلي «دونغا» موسم 1990-1992.وحمل الشارة موسمًا واحدًا كلًا من: «ستيفانو كاروبي»، و«شتيفان إيفنبرغ»، و«فرانشيسكو بايانو» منذ 1992 حتى 1995، حتى انضمام الأرجنتيني «غابرييل باتيستوتا» 1995-2000 ليصبح قائد الفريق.
فاز البرتغالي «روي كوستا» مع الفيولا بكأس إيطاليا 2000-2001،  وكان اللاعب «أنجيلو دي ليفيو» قائدًا للفريق منذ 2001 حتى 2004 وظل القائد أيضًا حتى بعد هبوط فيورنتينا إلى الدرجة الثانية، ثم «لوكا أرياتي» موسم 2004-2005، و«داريو داينيلي» منذ 2005 حتى 2010. ثم حمل شارة القيادة «ألساندرو غامبيريني» بعد «ريكاردو مونتوليفو»، ومنذ 2012 يحمل شارة قيادة الفريق اللاعب الإيطالي «مانويل باسكوال».

## التاريخ الإداري

### الرؤساء

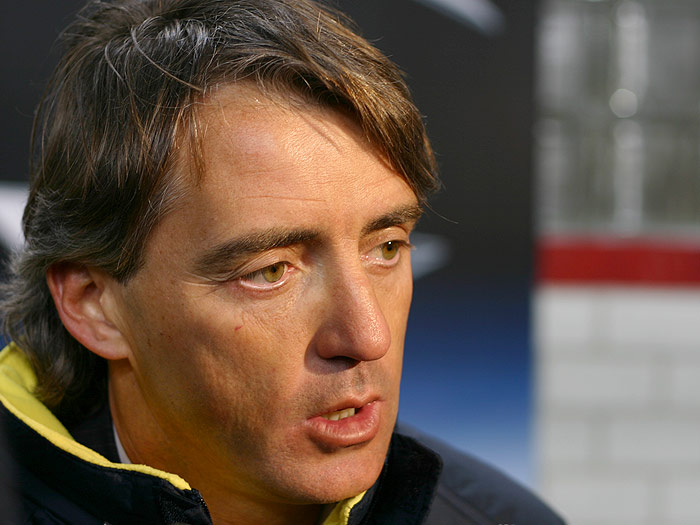
روبيرتو مانشيني فاز بكأس إيطاليا مع الفيولا موسم 2000-2001

تولي رئاسة فيورنتينا على مدار 90 عامًا 23 رئيس، وكان «لويجي ريدولفي» هو أولهم لمدة 16 عامًا وهو رقم قياسي في تاريخ الفيولا حتى وقتنا هذا وحقق مع الفريق مكاسب عديدة في الدوري الإيطالي وأيضًا كأس إيطاليا. ومن أشهر مقولاته التاريخية:
| فيورنتينا | سنواجه خلال مسيرتنا الكروية الكثير من النجاحات وحتمًا الإخفاقات، ولابد أن يشعر اللاعبين بدعم الجماهير في كلتا الحالتين، لا تُحسم البطولات في الأسبوع الثالث، أو الرابع. [...] لذلك: نحن واثقون! النصر حليفنا! وسنقبل رايتنا مرارًا وتكرارًا. | فيورنتينا |
(لويجي ريدولفي، الدليل السنوي للفيولا عام 1934-1935)

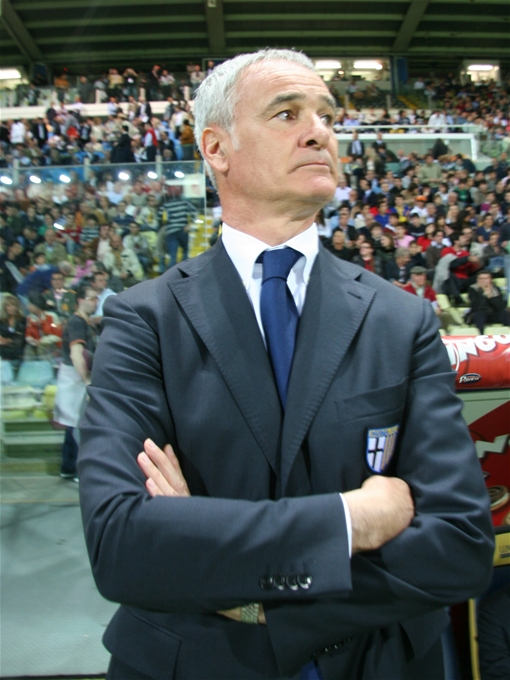
كلاوديو رانييري تولي الفيولا 1993-1997

فاز الفريق التوسكاني تحت قيادة «إنريكوا بيفاني» منذ عام 1951 إلى 1961 ببطولة الدوري الإيطالي لأول مرة وفاز أيضًا بكأس «غراسهوبرز»، وكأس الكؤوس الأوروبية، وكأس إيطاليا. وفي عهد «نيللو باليني» فاز الفريق ببطولة الدوري للمرة الثانية، وكأس إيطاليا وكأس أوروبا الوسطى (كأس ميتروبا) ويذكر أن «باليني تولي» رئاسة النادي منذ عام 1965 حتى عام 1971. أما في عهد الرئيس «أوعولينو أغوليني» منذ 1971 إلى 1977 فازت الفيولا بكأس إيطاليا، وكأس أنجلو-إيطاليان.
كما تولي أيضًا رئاسة الفريق العديد من رجال الأعمال من بينهم «رانييري بونتللو» منذ 1980 حتى 1990، و«ماريو شيشي غوري» منذ 1990 حتى 1993، و«فيتتوريو شيشي غوري» منذ 1993 حتى 2002.
ومنذ أغسطس عام 2002 كان نادي فيورنتنيا تحت ملكية «دييجو ديلا فالي» و«أندريا ديلا فالي». ويذكر أن «أندريا ديلا فالي» قدم استقالته من رئاسة النادي، بينما استمر «دييجو ديلا فالي» حتى 30 مارس 2010 كرئيس شرفي للنادي، ومنذ 24 سبتمبر 2009 حتى 10 يونيو 2011 كان منصب رئاسة النادي فارغًا، حيث تم تعيين «ماريو كونيني» فيما بعد كنائب لرئيس النادي و«أندريا ديلا فالي» كمستشار ومراجع، ثم منذ 10 يونيو 2011 تولى أخيرًا «ماريو كونيني» منصب الرئاسة.
ويقع حاليًا مقر نادي فيورنتينا في ملعب أرتيميو فرانكي (فلورنسا) في شارع مانفريدو فاندي وقبل ذلك كان مقر الفريق في شارع صابوناي 1-3 ثم انتقلوا إلى شارع باريونى، وانتقلوا مرة أخرى إلى ميدان سافونارولا،  ويقدر رأس مال مقر الفريق الحالي في فلورنسا بحوالي 7.5 مليون يورو.
ويعد نادي فيورنتينا واحد من أعضاء رابطة الأندية الأوروبية التي تسعى إلى الحصول على حماية مشتركة للحقوق الرياضية، والقانونية أمام الاتحاد الدولي لكرة القدم (فيفا)، والاتحاد الأوروبي لكرة القدم (ويفا).
 والجدير بالذكر أن رابطة الأندية الأوروبية هي منظمة دولية حلت محل مجموعة جي-14 التي بدأت منذ عام 2000 حتى عام 2008.

### المدربون
على مدار التاريخ تولي تدريب الفيولا 55 مدرب؛ وكان أولهم المدرب المجري «كارولي كسابكاي» ومن بينهم 34 مدرب إيطالي وأيضًا العديد من المدربين الأجانب حيث تولي قيادة الفريق 9 مدربين من المجر، و2 من الأرجنتين، و2 من السويد، ومدرب واحد من أستراليا، والبرازيل، وتركيا، وصربيا.
ظل الإيطالي «فلافيو بيرنارديني» مدربًا للفيولا لفترة طويلة من موسم 1952-1953 حتى موسم 1957-1958 وفاز مع الفريق ببطولة الدوري موسم 1955-1956. وفاز أيضًا المدرب الإيطالي-أرجنتيني «برونو بيزاولو» بالدوري الإيطالي في موسم 1968-1969. وكان «جوزيبي جالوتسي» أول مدرب يفوز بكأس إيطاليا موسم 1939-1940. ثم فاز «جوزيبي كيابيلا» في موسم 1965-1966 بكأس أوروبا الوسطى (كأس ميتروبا)، وكأس إيطاليا  للمرة الثالثة وبذلك نجح في تحقيق أول ثنائية قارية للفيولا في 1960-1961.
كما فاز أيضًا العديد من المدربين ببطولات مع الفيولا مثل المدرب «ماريو ماتسوني» الذي فاز بكأس إيطاليا موسم 1974-1975  وحل محل «نيريو روكو»، والمدرب «كلاوديو رانييري» الذي فاز بكأس إيطاليا 1995-1996، وكأس السوبر الإيطالي 1996 و«روبيرتو مانشيني» فاز بكأس إيطاليا موسم 2000-2001 وحل محل «فاتح تريم».

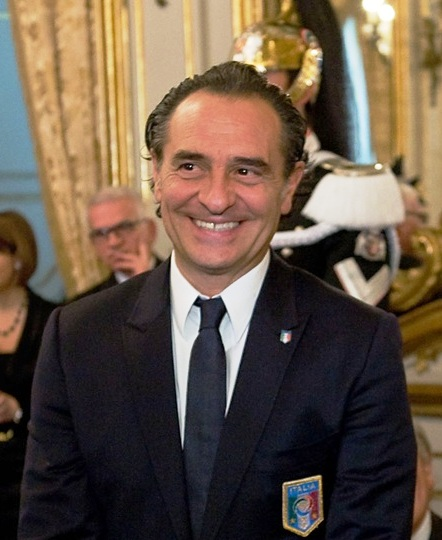
تشيزاري برانديلي

فاز ثلاث مدربين بالجائزة الذهبية لأفضل مدربين من اتحاد إيطاليا لكرة القدم وهم: «بيرنارديني» موسم 1955-1956، و«كيابيلا» موسم 1965-1966، و«برونو بيساولو» موسم 1969-1970، كما فاز «تشيزاري برانديلي» الذي تولي قيادة الفريق منذ 2005 حتى 2010، بجائزة أفضل مدرب لموسمين متتاليين 2005-2006، و2006-2007، وفاز أيضًا بجائزة أفضل مدرب في الدوري الإيطالي الدرجة الأولى موسم 2008. ثم تولي تدريب الفريق «فينشينسو مونتيلا» منذ 2012 حتى 2015 وحصل على «الجائزة الوطنية إنزو بيرزوت». وفي نهاية موسم 2014/2015 تم تعيين المدرب البرتغالي «باولو سوزا» لتولي قيادة الفريق لموسمين وهو المدرب السابق لنادي بازل السويسري. وبعد انتهاء عقد المدرب البرتغالي مع الفريق تم تعيين المدرب الإيطالي ستيفانو بيولي في يونيو 2017

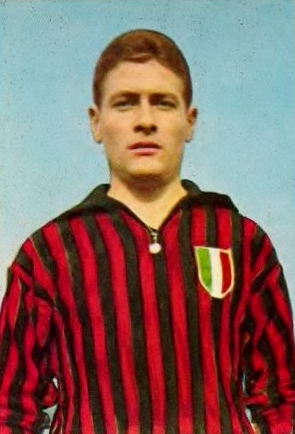
لويجي راديشي مدرب الفيولا في موسمي 1973-1974، و1991-1993

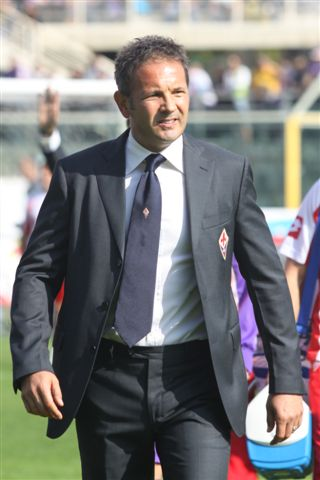
المدرب الصربي «سينيشا ميهايلوفيتش» مدرب الفيولا 2010-2011

وفيما يلي قائمة لمديرين ومدربين الفريق منذ بداية النادي حتى الآن.
| الاسم:                     | الجنسية       | السنوات   |
| -------------------------- | ------------- | --------- |
| كارولى كسبكى               | المجر         | 1926-1928 |
| كارولى كسبكى غيولا فيلدمان | المجر · المجر | 1928-1930 |
| غيولا فيلدمان              | المجر         | 1930-1931 |
| هيرمان فيلسنير             | النمسا        | 1931-1933 |
| وليام راضي                 | المجر         | 1933      |
| فيرينك جينج                | المجر         | 1933-1934 |
| غويدو أرا                  | إيطاليا       | 1934-1937 |
| اوتافيو باكانى             | إيطاليا       | 1937-1938 |
| فيرينك مولنار              | المجر         | 1938      |
| رودولف سوتشيك              | النمسا        | 1938-1939 |
| جيوسيببى جالوزى            | إيطاليا       | 1939-1945 |
| غويدو أرا                  | إيطاليا       | 1946      |
| رينزو مقلي                 | إيطاليا       | 1946-1947 |
| امرى سينكى                 | المجر         | 1947      |
| لويجي فيريرو               | إيطاليا       | 1947-1951 |
| كادل المقلي                | إيطاليا       | 1951-1953 |
| فيلافيو برنارديني          | إيطاليا       | 1953-1958 |
| لاجوس سيزيسلر              | المجر         | 1958-1959 |
| لويجي فيريرو               | إيطاليا       | 1959      |
| لويس كارنيليا              | الأرجنتين     | 1959-1960 |
| جوزيبي شيابيلا             | إيطاليا       | 1960      |
| نادور هيديجكوتى            | المجر         | 1960-1962 |
| فيرتشيو فالكاريجي          | إيطاليا       | 1962-1964 |
| جوزيبي شيابيلا             | إيطاليا       | 1964-1967 |
| لويجي فيريرو               | إيطاليا       | 1967-1968 |
| اندريا باسي                | إيطاليا       | 1968      |
| برونو بيساولا              | الأرجنتين     | 1968-1971 |
| أورنزو بوجليزي             | إيطاليا       | (1971).   |
| نيلس ليدلهم                | السويد        | 1971-1973 |
| لويجى راديسه               | إيطاليا       | 1973-1974 |
| نيريو روكو                 | إيطاليا       | 1974-1975 |
| كارلو مازون                | إيطاليا       | 1975-1977 |
| ماريو مازوني               | إيطاليا       | 1977-1978 |
| جوزيبي شيابيلا             | إيطاليا       | 1978      |
| باولو كاروسى               | إيطاليا       | 1978-1981 |

| الاسم:              | الجنسية  | السنوات   |
| ------------------- | -------- | --------- |
| جيانكارلو دي سيستي  | إيطاليا  | 1981-1985 |
| فيرتشيو فالكاريجي   | إيطاليا  | (1985)    |
| ألدو جريوبى         | إيطاليا  | 1985-1986 |
| يوجينيو بيرسيلينى   | إيطاليا  | 1986-1987 |
| سفين جوران اريكسون  | السويد   | 1987-1989 |
| برونو جيورجي        | إيطاليا  | 1989-1990 |
| فرانشيسكو غراتسياني | إيطاليا  | 1990      |
| سيباستياو لازاروني  | البرازيل | 1990-1991 |
| لويجي Radice        | إيطاليا  | 1991-1993 |
| ألدو جريوبى         | إيطاليا  | 1993      |
| لوتشيانو تشياروجي   | إيطاليا  | 1993      |
| كلاوديو رانييري     | إيطاليا  | 1993-1997 |
| البرتو ماليساني     | إيطاليا  | 1997-1998 |
| جوفاني تراباتوني    | إيطاليا  | 1998-2000 |
| فاتح تيريم          | تركيا    | 2000-2001 |
| لوتشيانو تشياروجي   | إيطاليا  | (2001).   |
| روبرتو مانشيني      | إيطاليا  | (2001).   |
| اوتافيو بيانكي      | إيطاليا  | 2001-2002 |
| لوتشيانو تشياروجي   | إيطاليا  | 2002      |
| يوجينيو فاسيتى      | إيطاليا  | 2002      |
| بيترو Vierchowod    | إيطاليا  | 2002      |
| البرتو Cavasin      | إيطاليا  | 2002-2003 |
| اميليانو Mondonico  | إيطاليا  | 2003-2004 |
| سيرجيو بوسو         | إيطاليا  | 2004-2005 |
| دينو زوف            | إيطاليا  | 2005      |
| تشيزاري برانديلي    | إيطاليا  | 2005-2010 |
| سينيسا ميهايلوفيتش  | صربيا    | 2010-2011 |
| ديليو روسي          | إيطاليا  | 2011-2012 |
| فينشينسو غيوريني    | إيطاليا  | 2012      |
| فينتشينزو مونتيلا   | إيطاليا  | 2012-2015 |
| باولو سوزا          | البرتغال | 2015-2017 |
| ستيفانو بيولي       | إيطاليا  | 2017-2019 |
| فينتشينزو مونتيلا   | إيطاليا  | 2019      |
| جيوسيبي ياكيني      | إيطاليا  | 2019-2020 |
| تشيزاري برانديلي    | إيطاليا  | 2020-2021 |
| جيوسيبي ياكيني      | إيطاليا  | 2021      |
| فينشينزو ايتاليانو  | إيطاليا  | 2021-الان |

## المرافق

### الملعب

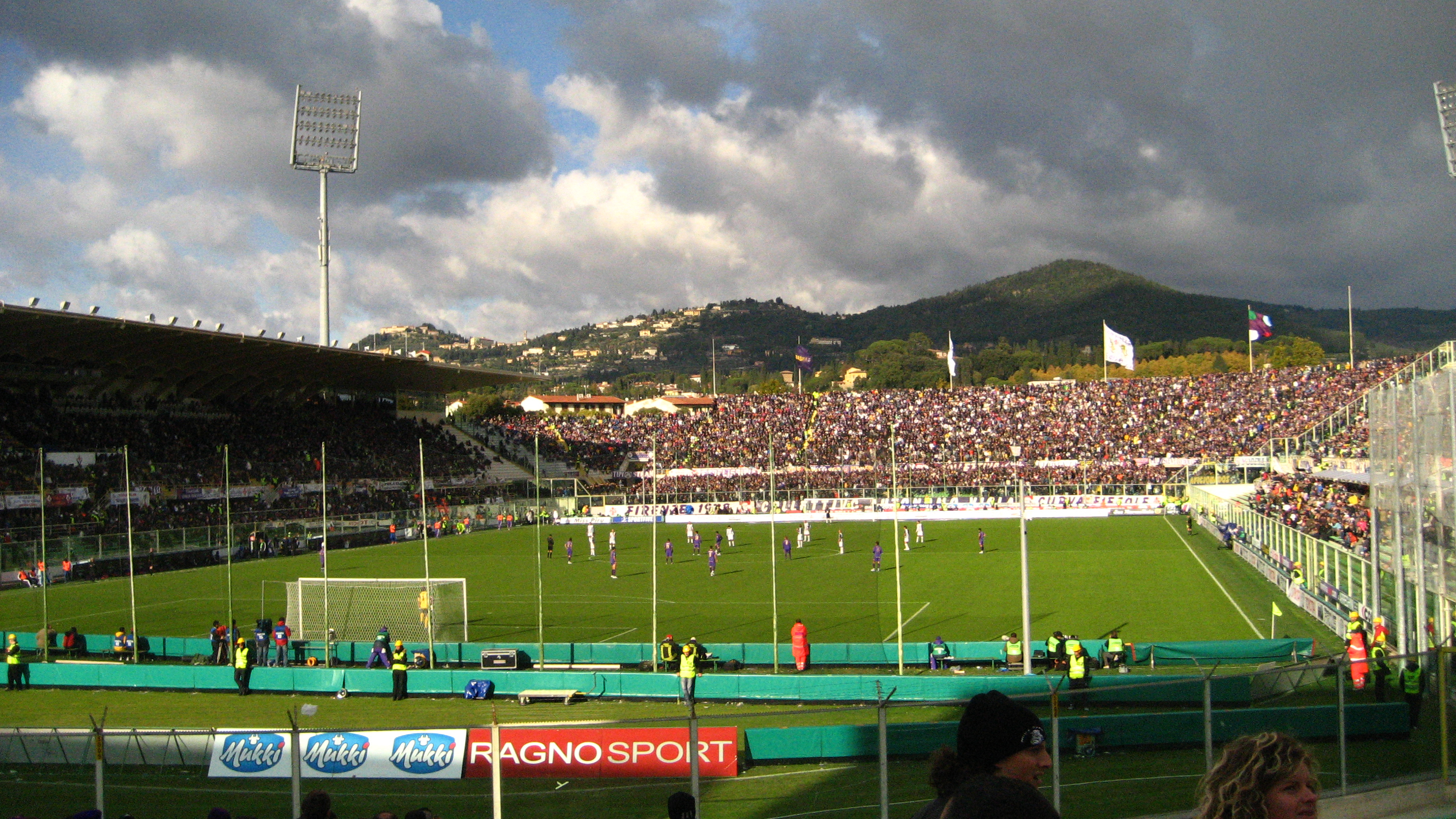
ملعب أرتيميو فرانتشي

كان الفريق يخوض مبارياته الداخلية على ملعب «بيليني» ما بين عامي 1926، و1931، وكانت تخاض عليه أيضًا مباريات فريق «ليبرتس» قبل دمج الفريقيين. قامت إدارة فيورنتينا بإنشاء ملعب جديد بناءً على رغبة «لويجي ريدولفي» على يد المهندس الإيطالي «بيير لويجي نيرفي» وسُمي «ملعب أرتيميو فرانتشي (فلورنسا)» Stadio Artemio Franchi وأُفتتح الملعب في 13 سبتمبر 1931 في مباراة بين فيورنتينا وفريق أدميرا فيينا النمساوي. ويعد هذا الملعب عمل فني غني بالابتكارات المعمارية الجديدة في فترة الثلاثينيات في إيطاليا، حيث أنه يتكون من سقف دون دعامة في الوسط، والسلالم مُتدرجة على شكل حلزوني، وتعد أرضية الملعب أيضًا من بين الأفضل في كل ملاعب أوروبا.
بعد نهاية الحرب العالمية الثانية وسقوط الفاشية الإيطالية تغير اسم المعلب إلى «ستاديو كومونالي» "Stadio Comunale" الذي استُخدم لاستضافة مباريات كأس العالم لكرة القدم 1934، ومباريات بطولة أمم أوروبا لكرة القدم 1968، وبطولة كرة القدم في دورة ألعاب أولمبية صيفية 1960؛ وبمناسبة كأس العالم لكرة القدم 1990 أجريت بعض التعديلات الهيكلية على الملعب على يد المهندس المعماري الإيطالي إيتالو جامبريني مما أدى إلى اختيار ملعب «ريناتو كوري» في مدينة بيروجيا على أنه الملعب الرئيسي لإقامة المباريات الداخلية خلال موسم 1989-1990. وبعد ذلك سمي الملعب باسم «أرتيميو فرانكى» وهو واحد من أهم المديرين الرياضيين في تاريخ إيطاليا وتعود ملكيته إلى مدينة فلورنسا وسعته 43,147 شخص. يتحدث البعض عن إمكانية إنشاء ملعب جديد في فلورنسا تكون ملكيته للنادي فقط تحت شعار مشروع يسمي «قلعة الفيولا» "Cittadella Viola" وذلك لأن الملعب الحالي لا يتناسب مع متطلبات كرة القدم الحديثة وبسبب حدوث مشاكل كبيرة في الأداء الوظيفي والكفاءة.

### مركز تدريبات الفريق
يقع «كامبيني» "Campini" (مركز تدريبات فريق فيورنتينا) في مدينة فلورنسا في ملعب أرتيميو فرانتشي (فلورنسا). أفتتحه «أندريا ديلا فالي» ورئيس وزراء إيطاليا «ماتيو رينزي» في 10 سبتمبر 2011، ويعد هذا المركز منشأة متعدة الأغراض ومساحته 1600 متر مربع ويحتوي على صالة ألعاب رياضية، وحمام سباحة، وحمامات مختلفة للعلاج الطبيعي، غرف تغير الملابس، وأماكن أخرى مخصصة للاسترخاء وراحة اللاعبين، وغرف مخصصة للفحص الطبي، والصحافة، ومكاتب، ومستودعات، وكان إجمالي تكلفة المركز حوالي 5.7 مليون يورو.

## مشجعو الفيولا
على مر التاريخ ومنذ عام 1970 يتجمع معظم مشجعي الفيولا في «كورفا فييتزولي» La Curva Fiesole ويتميز مشجعي فيورنتينا بعدم انتمائهم إلى أي حزب وعدم المشاركة في أي شغب بأهداف سياسية.
ووفقًا إلى الإحصائية الأخيرة التي قامت بها مؤسسة «ديموس ب» Demos & Pi فإن عدد مشجعي الفيولا بلغ حوالي 1,2 مليون في إيطاليا ونشرت هذه الإحصائية في صحفية لا ريبوبليكا  أو «الجمهورية» في سبتمبر 2010. كما نشرت أيضًا أن نادي فيورنتينا يحتل المرتبة السادسة في عدد المشجعين في إيطاليا بالتساوي مع نادي كالياري.
ويذكر أيضًا ان هناك اتحاد بين مشجعي الفيولا ومشجعي هيلاس فيرونا حتى عام 1974  وبمشجعي نادي كاتانزارو منذ بداية كأس إيطاليا 1965-1966. كما اتحد مشجعي الفيولا مع مشجعي نادي تورينو  منذ 1980 بسبب الشعور المشترك بينهم وهو كره وعداوة يوفنتوس وجمهوره وبسبب تقرب الفريقين خاصة بعد وقوع مأساة سوبرجا الجوية  عندما اصطدمت طائرة تحمل معظم أعضاء نادي تورينو لكرة القدم بتل سوبرجا بالقرب من مدينة تورينو وقد مات جميع الركاب البالغ عددهم 31 ومن ضمنهم 18 لاعبا من النادي.
نجح مشجعي فيورنتنينا في تكوين العديد من الصداقات مع جماهير الكثير من الأندية في أوروبا بفضل مشاركاته في بطولة أوروبا مثل فريق سبورتينغ لشبونة  وأيضًا مع مشجعي نادي شيفيلد وينزداي الإنجليزي التي نشأت منذ بداية عام 2000 بسبب الزيارات المتبادلة من جماهير الفيولا واللاعبين أيضًا إلى إنجلترا وزيارات جماهير الفريق الإنجليزي إلى فلورنسا. كما نشأت صداقة قوية بين جماهير الفيولا وجماهير نادي أويبست المجري  المنافس الدائم لنادي دبرتسني المجري.
وهناك أيضًا صداقة قوية تجمع بين مشجعي الفيولا ومشجعي نادي مودينا بسبب العداء المشترك تجاه نادي بولونيا.
ولكن يظل العداء الأكبر والمعروف بين الجميع هو عداء جماهير الفيولا تجاه جماهير يوفنتوس؛ فقد نشأت الكراهية بينهما منذ عام 1950 وزادت أكثر مع مرور السنوات ونشهد على ذلك في كارثة ملعب هيسل التي حدثت في 29 مايو 1985، عندما إنهار جدار تحت ضغط الجمهور الهاربين في ملعب هيسل في بروكسل، كنتيجة لأعمال شغب قبل بداية مباراة نهائي كأس الأندية الأوروبية 1985 بين نادي ليفربول الإنجليزي ونادي يوفنتوس الإيطالي. 39 شخصاً لقوا حتفهم، 32 من مشجعي يوفينتوس، وأصيب 600 شخصاً. ولن ننسى أيضًا انتقال اللاعب «روبرتو باجو» من فيورنتينا إلى صفوف يوفنتوس الذي زاد من حدة الخلاف بين الجماهير والكراهية أيضًا التي نشأت ما بين عائلة «ديلا فيلا» وعائلة «أنيلي».

## ألقاب الفريق

### الألقاب المحلية
- الدرجة الأولى[111]
  - البطل (2): 1955-56، 1968-69
  - الوصيف (1): 1921-1922
- الدوري الإيطالي الدرجة الثانية
  - البطل (3): 0–1931، 1938–1939، 1993–1994
  - الوصيف (5): 1956-1957، 1957-1958، 1958-1959، 1959-1960، 1981-1982
- الدوري الإيطالي الدرجة الرابعة
  - البطل (1): 2003
- كأس إيطاليا
  - البطل (6): 1939-1940، 1960-1961، 1965-1966، 1974-1975، 1995-1996، 2000-2001
  - الوصيف (3): 1958، 1959-1960، 1998-1999
- كأس السوبر الإيطالي
  - البطل (1): 1996
  - الوصيف (1): 2001

### الألقاب القارية
- دوري أبطال أوروبا
  - الوصيف (1): 1956-1957
- كأس الكؤوس الأوروبية
  - البطل (1): 1960-1961
  - الوصيف (1): 1961-1962
- الدوري الأوروبي
  - الوصيف (1): 1989-1990
- دوري المؤتمر الأوروبي
  - الوصيف (2): 2022-2023، 2023-2024

### الألقاب الودية
- كأس ميتروبا
  - البطل (1): 1966
- كأس رابطة الاندية الإيطالية الإنجليزية
  - البطل (1): 1975

## روابط إضافية
- الموقع الرسمي